# Pietraga Sarkanās klintis
Pietraga Sarkanās klintis či Sarkanās klintis, česky lze přeložit jako Červené útesy Pietraga, jsou strmé pískovcové břehy/útesy/skály řeky Salaca (úmoří Baltského moře) v obci Ainaži v kraji Limbaži v přírodním parku Údolí řeky Salaca (Salacas ielejas dabas parks) ve Vidzeme v Lotyšsku.

## Galerie

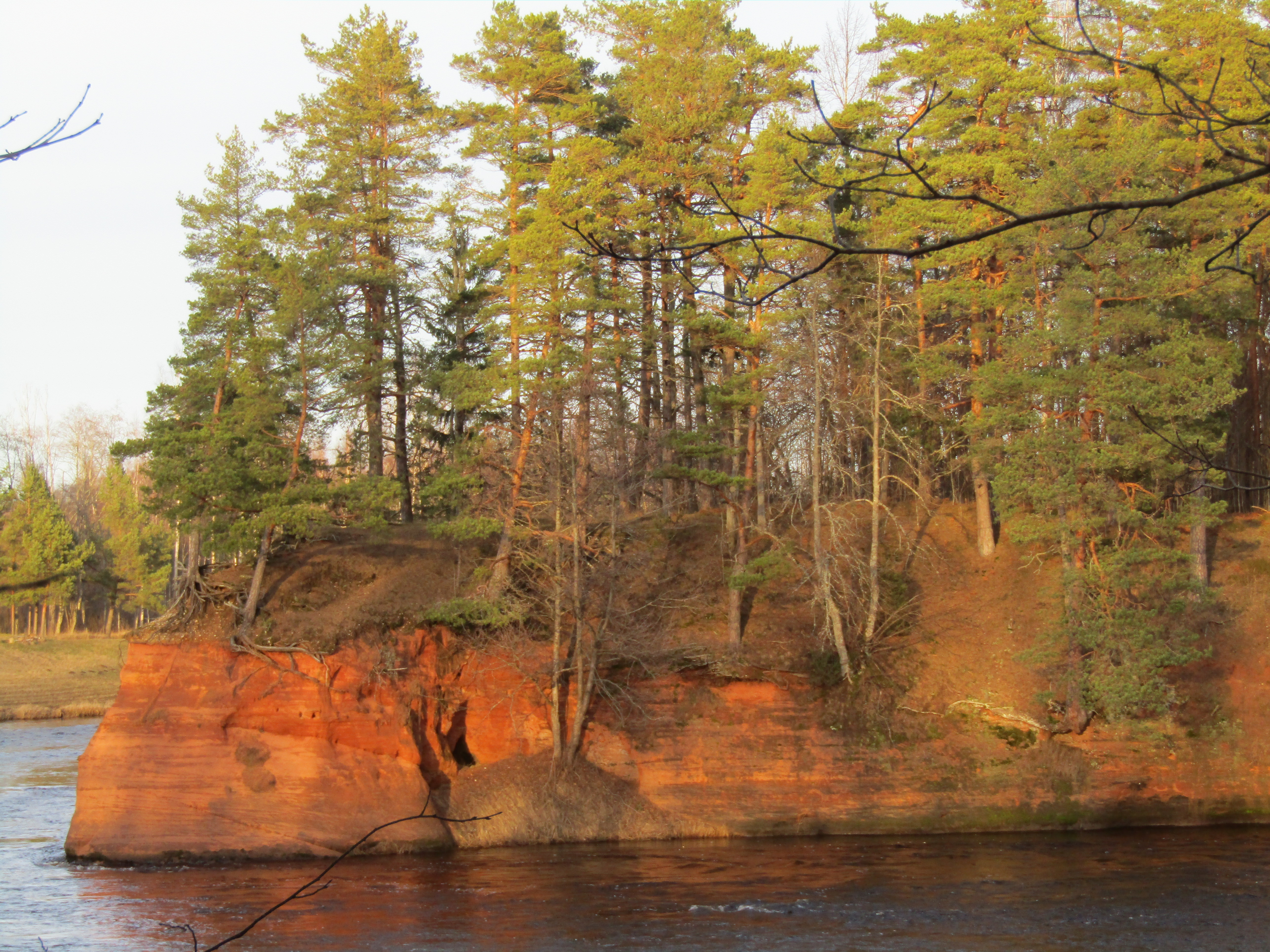
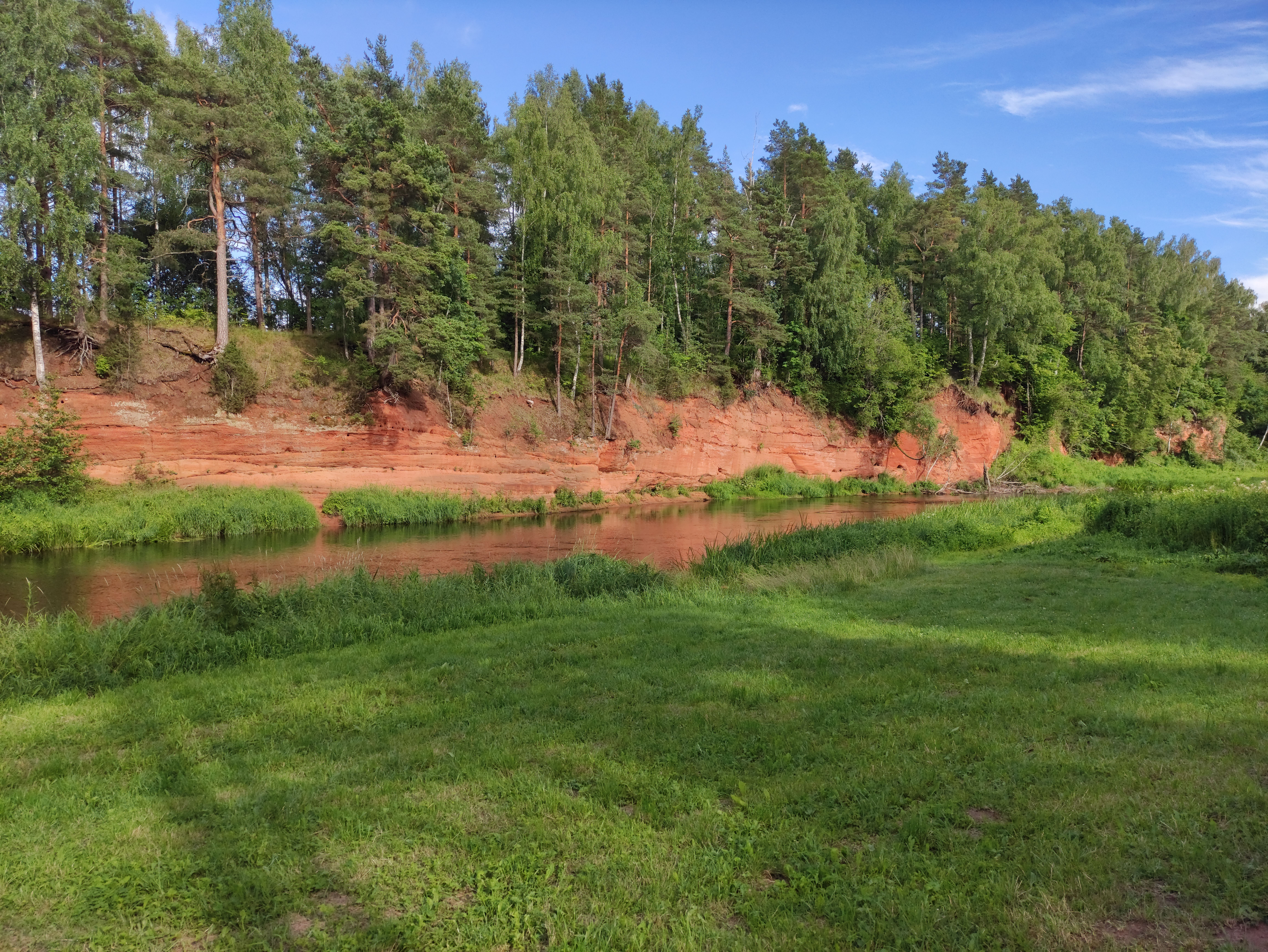
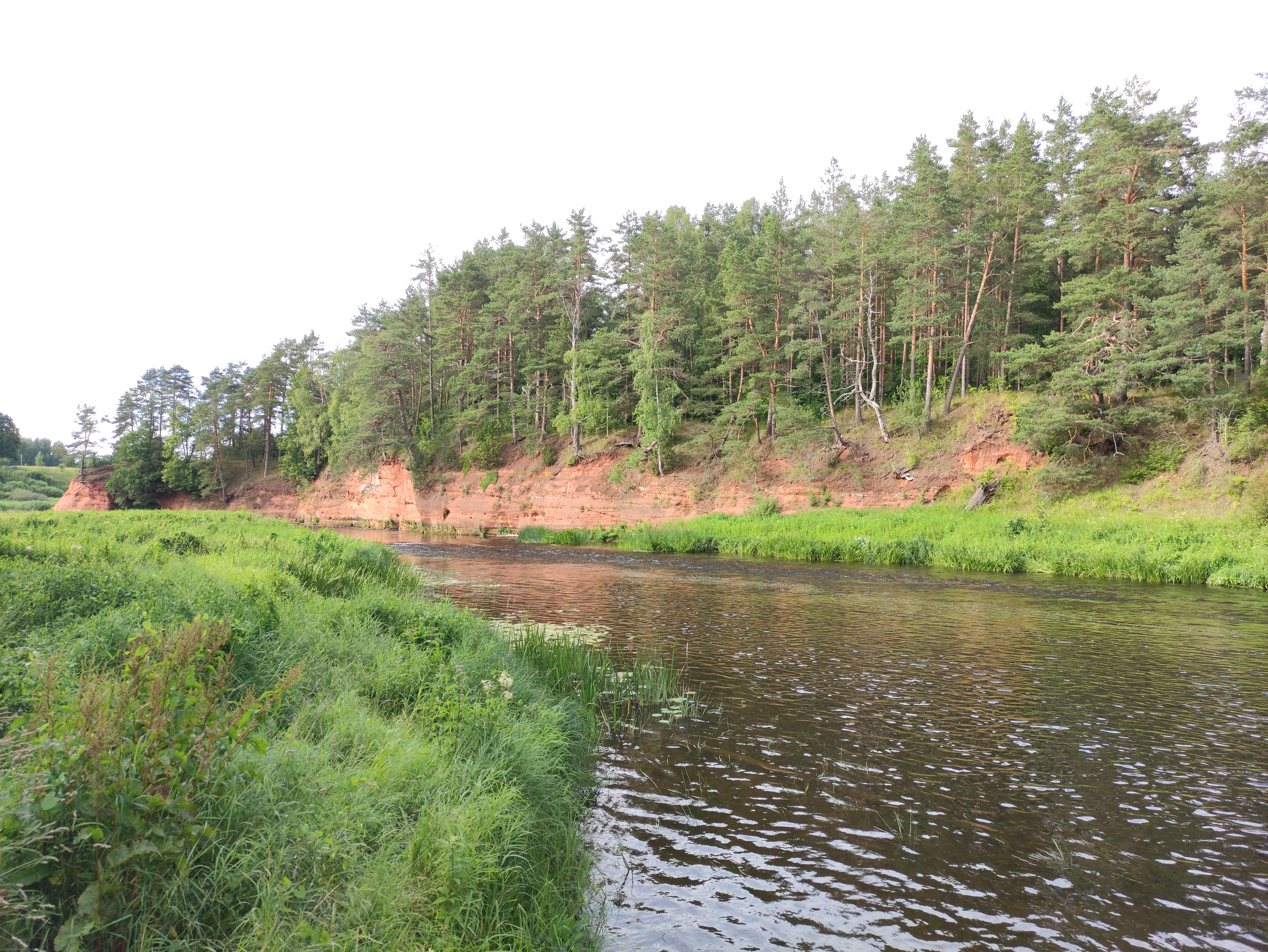
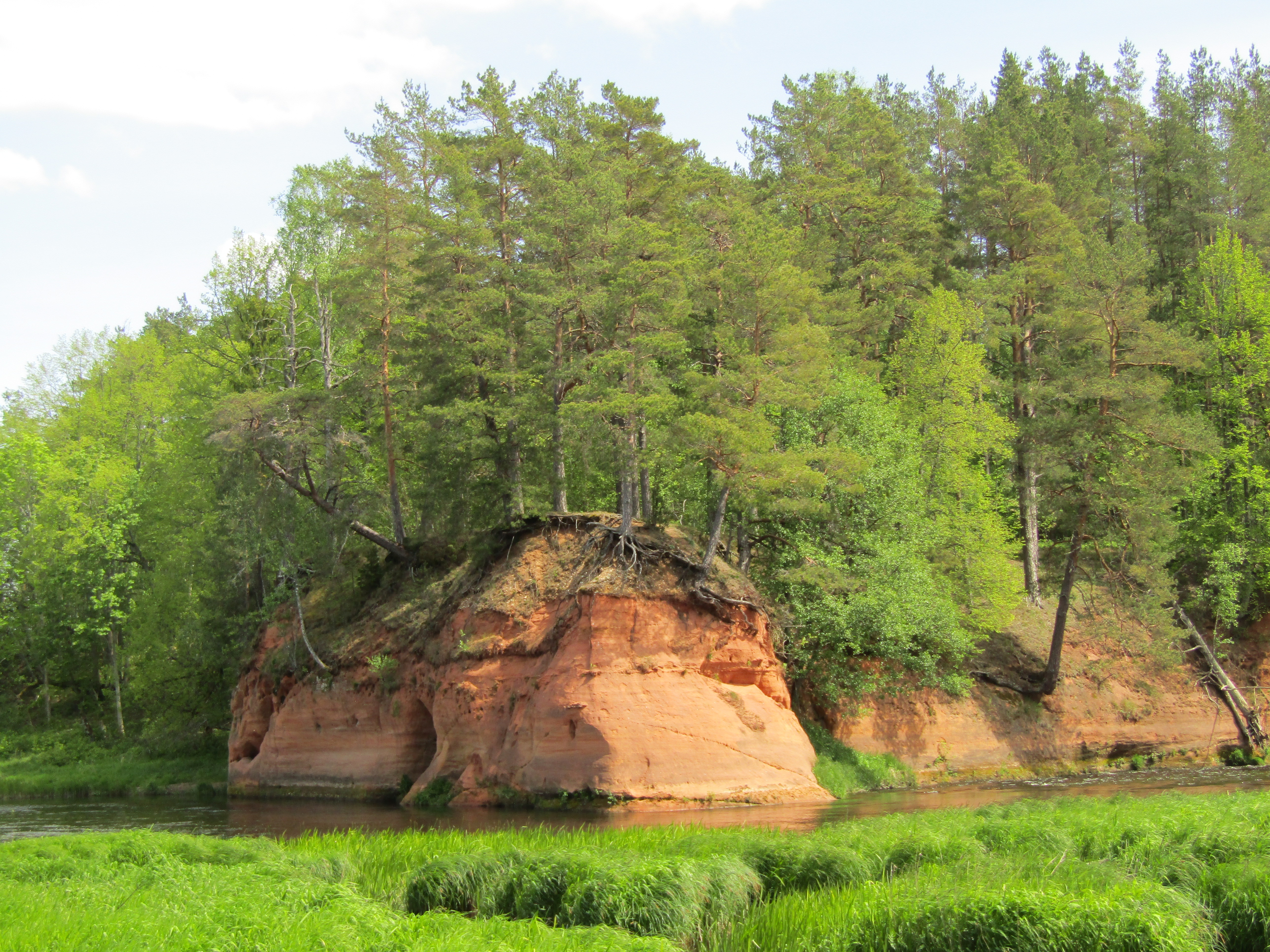
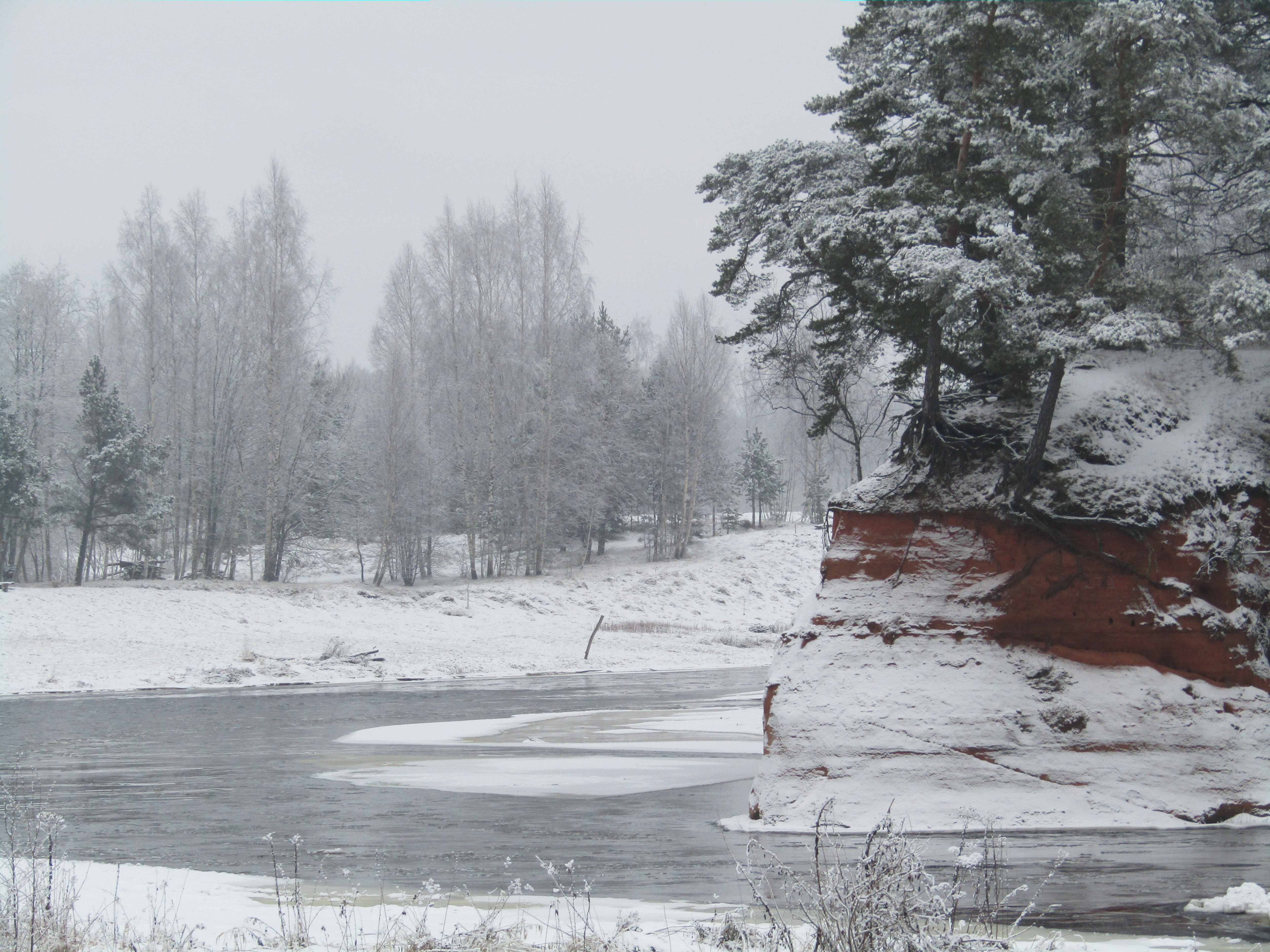
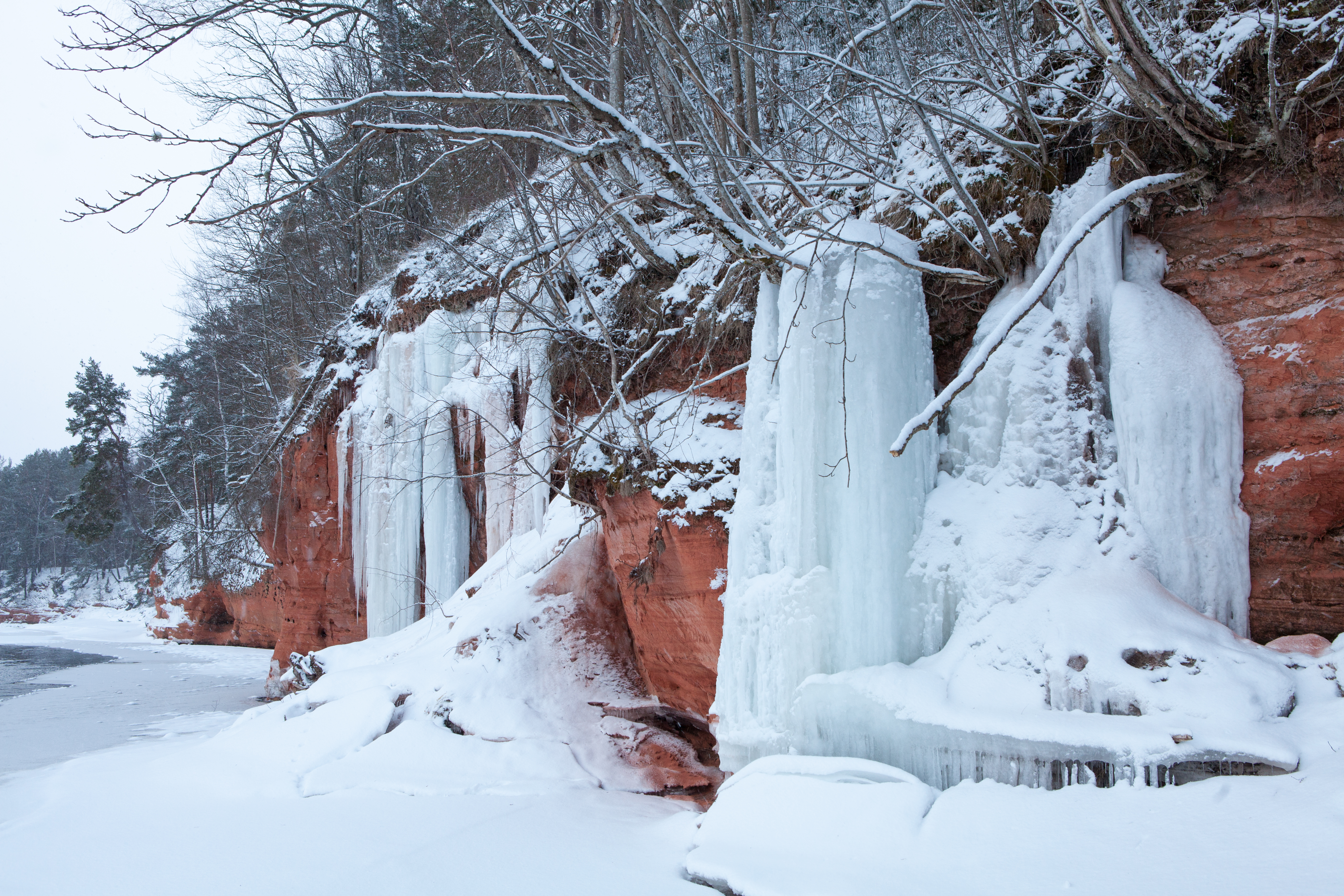

## Další informace
Pietraga Sarkanās klintis se nacházejí na levém břehu řeky Salaca a vystupují v blízkém ohybu řeky jako vyčnívající skalní ostroh. Jsou geologickou přírodní památkou národního významu. Skály byly vyhloubeny činností řeky Salaca, která vytvořila své údolí v sypkých horninách a v červeném pískovcovém podloží. Skály mají výšku až 10 m a délku cca 0,4 km a jsou největšími skálami na dolním toku řeky Salaca a jedny z nejmalebnějších pískovcových skalních výchozů v celém Lotyšsku. Ve skalách se nachází několik jeskyní. V zimě se pod převisy vytváří nejpozoruhodnější ledopád na březích řeky Salaca. Na opačné straně břehu naproti skalám se nachází tábořiště. Další skalní výchozy na obou březích řeky Salaca se nacházejí také níže po proudu (Upeskalna klintis, Zviguļu klintis, Junču klintis a Rostu klintis).